# Choiromyces alveolatus
Choiromyces alveolatus är en svampart som först beskrevs av Harkn., och fick sitt nu gällande namn av Trappe 1975. Choiromyces alveolatus ingår i släktet Choiromyces och familjen Tuberaceae.   Inga underarter finns listade i Catalogue of Life.